# Викремасингхе, Сугисвара Абейвардена
Сугисвара Абейвардена Викремасингхе (там. சுஜீசுவரா அபயவர்தனா விக்கிரமசிங்க, англ. Sugiswara Abeywardena Wickramasinghe; 13 апреля 1900 года ― 25 августа 1981 года) ― шриланкийский политик, основатель Коммунистической партии Шри-Ланки. Первый представитель левых, избранный в Государственный совет Цейлона, он считается одной из ведущих политических фигур Шри-Ланки XX века.
Викремасингхе был родом из Наснаранкетия Валавва, Атуралия, что на юге Шри-Ланки. Получил начальное образование в колледже Махинда в Галле. Во время своего пребывания в колледже посещал службы буддистов. Позже поступил в колледж Ананда в Коломбо, позже ― в Цейлонский медицинский колледж. Обучался в Соединенном Королевстве, где собирался защитить диссертацию. 
Находясь в Англии присоединился к антиимпериалистическому движению. Именно в этот период впервые встретился и начал работать с лидерами будущего левого движения на острове, такими как Н. М. Перера, Колвин Р. де Сильва и Лесли Гуневарден, которые также учились в Лондоне и были марксистами — они основали Ланка Сама Самаджа Парти (ЛССП), компартию троцкистского толка.
Вернувшись в Шри-Ланку, он основал отколовшуюся от ЛССП Коммунистическую партию Цейлона. Также был генеральным директором Буддийского теософского общества в Шри-Ланке. По профессии медик, после аспирантуры работал врачом, поступил на государственную службу и начал практику в своём родном районе Матара.
Был женат на Дорин Янг, британской коммунистке, которая позже стала видным политическим деятелем и членом парламента Шри-Ланки. В браке родилось двое детей: Сурен (архитектор) и Сурия (занимала руководящие посты в Amnesty International).